# Katedra św. Machara w Aberdeen
Katedra Świętego Machara – dawna katedra rzymskokatolicka należąca obecnie do Kościoła Szkocji. Mieści się przy ulicy Chanonry.
Nawy główna oraz pozostałości transeptów i skrzyżowania naw, prezbiterium całkowicie rozebrane. Transepty: filary przy skrzyżowaniu naw z wyrzeźbionymi kapitelami, łączącymi wschodnią ścianę nawy głównej (XIV wiek; rozpoczęta 1370), północny transept (nawa boczna św. Jana) 1424, południowy transept, 1522 salowy, mury nie posiadają dużej wysokości, oprócz pięknych grobowców: biskupa Leightona z początku XV wieku, biskupa Dunbara z XVI wieku. Nawa główna i wieże zachodnie: lata 1422-1440; sufit wzniesiony przez Jamesa Wintera w latach 1518-1531, iglice dodane do wież w tym samym czasie. Przebudowy według projektu Johna Smitha w 1832 roku, restauracja według projektu Jamesa Matthewsa w 1867 roku (za radą od Sir George Gilberta Scotta, nie zupełnie wysłuchaną, sufit w znacznym stopniu odnowiony). Katedra wybudowana z granitu; głównie mur ciosowy; 8 przęseł z clerestorium i nawami bocznymi; okrągłe filary; płasko-żebrowany sufit z herbami; kruchta południowa; bliźniacze wieże na fasadzie zachodniej z machikułowanymi gzymsami i iglicami; 7 wąskich okien i wielkie okrągłe podwójne otwory drzwiowe. XVII-wieczny pomnik biskupa Scougala i inne pomniki. Budowla restaurowana w latach 1926-1929 przez A. Marshall Mackenzie and Son; późniejsze materiały usunięte. Okno wschodnie wykonane w 1947 roku przez A.G.R. Mackenzie.